# Urubamba (Stadt)
Urubamba ist eine Stadt in der Region Cusco in Zentral-Peru. 

## Geografische Lage
Die Stadt liegt knapp 30 km nordwestlich der Regionshauptstadt Cusco. Urubamba liegt im Distrikt Urubamba und ist Hauptstadt der gleichnamigen Provinz. Sie liegt in den Anden im Flusstal des oberen Río Urubamba, an dessen rechtem Ufer. Die Stadt hatte bei der Volkszählung im Oktober 2017 13.942 Einwohner. 2007 lag die Einwohnerzahl noch bei 11.817.

## Tourismus
Der Ort ist von vielen Stätten der Inka umgeben (u. a. Ollantaytambo nordwestlich in 21 km Entfernung und Písac südwestlich in 32 km Entfernung) und daher für viele Touristen Durchreisestation auf dem Weg zu den Ruinen von Machu Picchu. Urubamba selbst bietet für den Tourismus verschiedene Freizeitanlagen und Unterkünfte in verschiedenen teilweise auch gehobenen Kategorien.

## Verkehr

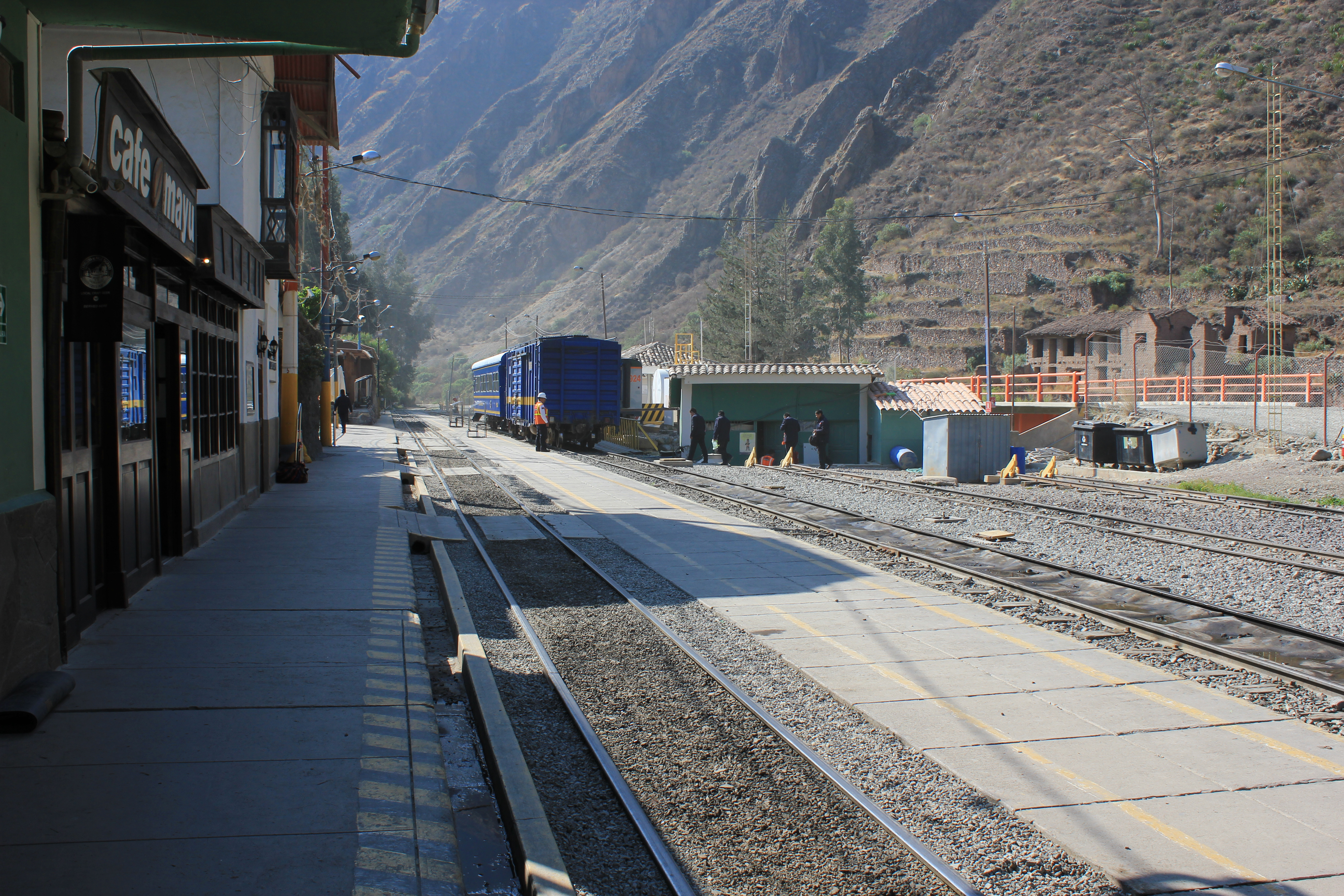
Bahnhof Urubamba

Urubamba liegt an einer Zweigstrecke der schmalspurigen Bahnstrecke Cusco–Quillabamba, die im Bahnhof Pachar, etwa 15 km von Urubamba entfernt, die Hauptstrecke verlässt.

## Partnerstädte
- Eching (Landkreis Freising)